# Eichhoffen
Eichhoffen es una localidad y comuna francesa, situada en el departamento de Bajo Rin en la región de Alsacia. Tiene una población de 410 habitantes y una densidad de 178 h/km².